# FS E.402B
La série E.402 B est une locomotive électrique utilisée dans le transport ferroviaire en Italie.

## Performances
Issue de la série FS E.402 A, cette locomotive est prévue pour circuler sous la tension de 3 kV continu en vigueur sur le réseau italien et sous 25 kV alternatif, la tension choisie pour le réseau à grande vitesse italien. Elle est conçue pour tracter à la fois des trains passagers rapides et de lourds trains de fret. 
Elle a été commandée en deux tranches successives de 30 puis 50 machines dont 20 exemplaires ont été équipés pour circuler à puissance réduite sous la caténaire 1,5 kV continu française, pour desservir la ligne transfrontalière de Modane jusqu'à Lyon. 
Chaque essieu est motorisé. De plus, chaque bogie est alimenté séparément, permettant en cas d'avarie de circuler à vitesse réduite, grâce au bogie valide.

## Sources